# Antonina Nikolajewna Piroschkowa
Antonina Nikolajewna Piroschkowa (russisch Антонина Николаевна Пирожкова; * 18. Junijul. / 1. Juli 1909greg. in Krasny Jar bei Mariinsk; † 12. September 2010 in Sarasota) war eine sowjetische Bauingenieurin und Hochschullehrerin.

## Leben
Nach dem frühen Tod ihres Vaters 1923 gab Piroschkowa Mathematik-Nachhilfestunden. Sie studierte am nach Feliks Dzierżyński benannten Sibirischen Technologischen Institut Tomsk mit Abschluss 1930. Nach dem Studium arbeitete Piroschkowa in dem Konstruktionsbüro des Baukonzerns Kusnezkstroi, der die Stadt Nowokusnezk für das neue Hüttenwerk baute.
1932 lernte Piroschkowa den Schriftsteller Isaak Emmanuilowitsch Babel kennen, den sie zwei Jahre später heiratete. 1937 bekamen sie die Tochter Lidija. Entsprechend der revolutionären Tradition hatten sie die Ehe nicht registrieren lassen, was später zu bürokratischen Problemen führte.
Piroschkowa arbeitete ab 1934 in Moskau im Metroprojekt für den Bau der Metro Moskau mit. Sie wurde Chefkonstrukteurin und projektierte insbesondere die Station Majakowskaja.
Am 15. Mai 1939 wurde Isaak Babel von Mitarbeitern des NKWD in seinem Haus in Peredelkino verhaftet. Weder seine Mutter noch Piroschkowa wurden über seine Erschießung im NKWD-Gefängnis am 27. Januar 1940 informiert. Auf ihre Anfragen erhielt Piroschkowa immer die Antwort, dass ihr Mann im Gulag lebe und in Sibirien Aufbauarbeit leiste. Erst nach Stalins Tod und Rehabilitierung der Schriftsteller 1954 erfuhr sie, dass ihr Mann tot war. Allerdings teilte ihr das Ministerium für Staatssicherheit der UdSSR mit, dass ihr Mann während der Arbeit in der Kriegszeit am 17. März 1941 gestorben sei. Babels bei der Verhaftung beschlagnahmtes Archiv blieb verschwunden.
Während des Deutsch-Sowjetischen Kriegs war Piroschkowa mit ihrer Tochter in Abchasien evakuiert. Sie leitete dort eine Ingenieursgruppe für den Bau von Eisenbahntunneln im Kaukasus. In den 1950er Jahren war sie an Bauprojekten in den Kurort-Bezirken im Kaukasus beteiligt.
Später lehrte Piroschkowa am Lehrstuhl für Tunnel und Untergrundbahnen des Moskauer Instituts für Transportingenieure. Mit anderen verfasste sie das erste und einzige Lehrbuch für Tunnel- und Untergrundbahnbau.
Piroschkowa ging 1965 in den Ruhestand und sammelte nun Materialien zu Leben und Werk Babels. 1972 veröffentlichte sie einen Sammelband mit den Materialien und Erinnerungen. Sie wurde Mitglied der Kommission für das literarische Erbe Babels. 1989 erschienen in Moskau ihre unzensierten Erinnerungen an Babel, die 1993 zuerst ins Deutsche, später ins Englische übersetzt wurden.
1996 emigrierte Piroschkowa in die USA und ließ sich in Silver Spring nieder, um ihrem Enkel, dem Schauspieler und Regisseur Andrei Alexandrowitsch Malajew-Babel, nahe zu sein. Später zog sie nach Sarasota, wo ihr Enkel Professor am New College der Florida State University war. Sie veröffentlichte weitere Bücher über Babel. Im Juli 2010 wurde Piroschkowa nach Odessa zur Begutachtung des Modells eines Denkmals für Babel eingeladen. Da sie selbst nicht mehr reisen konnte, löste sie diese Aufgabe anhand von Fotos brieflich. Das Denkmal wurde nach ihrem Tode am 4. September 2011 in Gegenwart ihrer Tochter Lidija, ihres Enkels Andrei und ihres Urenkels Nikolai in Odessa eingeweiht.